# Achiel Bruneel

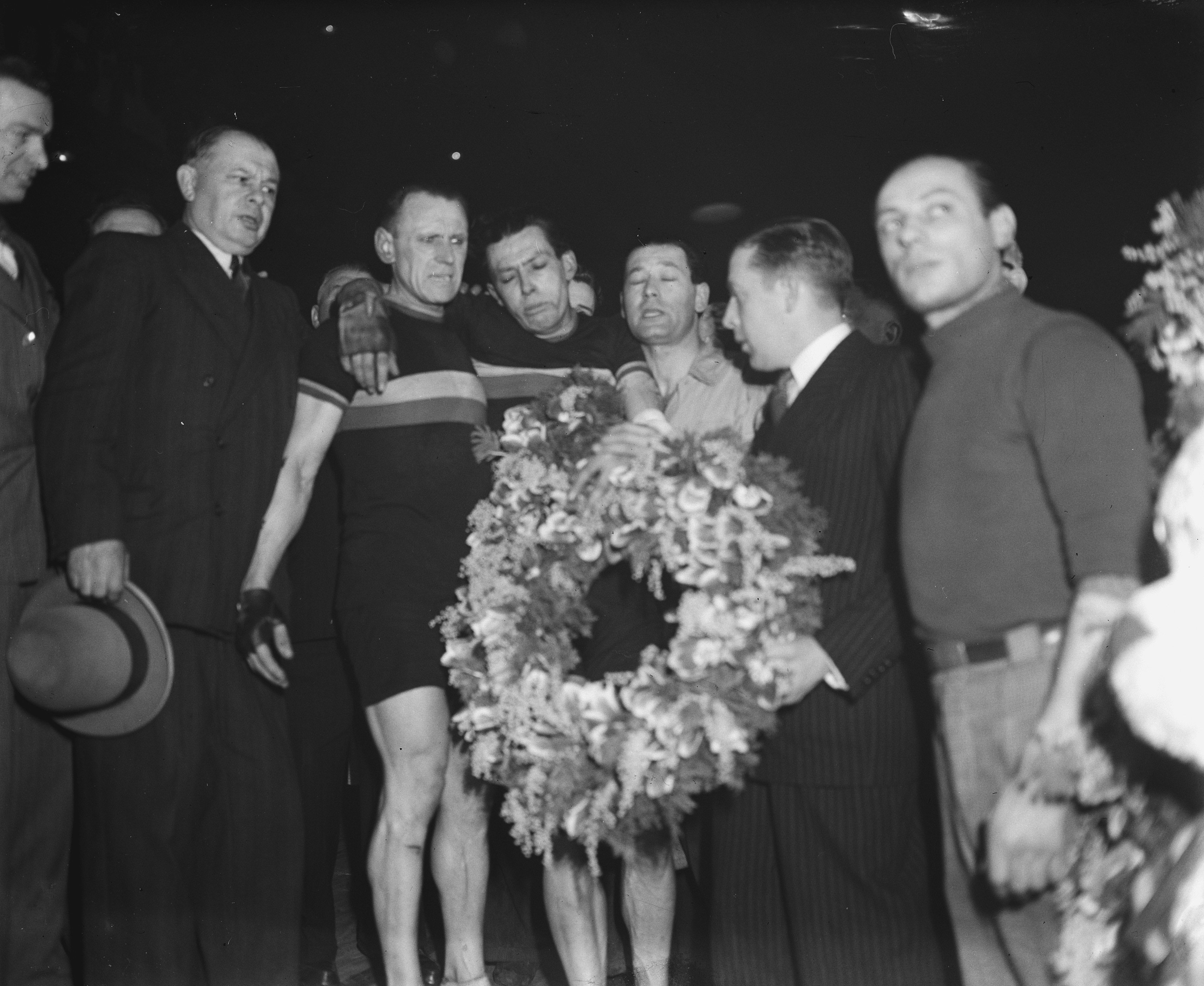
Omer de Bruycker und Achiel Bruneel (rechts), 1947

Achiel Bruneel (* 19. Oktober 1918 in Herenthout; † 5. Juni 2008 in Antwerpen) war ein belgischer Radrennfahrer.

## Sportliche Laufbahn
Bruneel war im Bahnradsport und im Straßenradsport aktiv. Von 1939 bis 1943 war er Unabhängiger und Berufsfahrer. Seine größten Erfolge hatte er auf der Radrennbahn. Er gewann die Sechstagerennen von Antwerpen mit Omer De Bruycker und Paris mit Robert Naeye 1947, von Gent mit Camile Dekuysscher 1948, von Paris mit Guy Lapébie 1949, von Antwerpen mit Rik Van Steenbergen, von Saint-Étienne mit Guy Lapébie, von Brüssel mit Jozef De Beuckelaer 1950, von Paris mit Rik Van Steenbergen und von Brüssel mit Lucien Acou 1952, von Antwerpen mit Oscar Plattner und von Gent mit Arsène Rijckaert 1953 sowie von Dortmund mit Lucien Acou 1954. Dazu kamen mehrere Podiumsplatzierungen in Sechstagerennen. 1946 siegte er im Prix Raynaud-Dayen mit Omer De Bruycker und 1950 im Prix Dupré-Lapize mit Jozef De Beuckelaer. Auf der Straße gewann er 1943 das Rennen Trois Jours d’Anvers.